# Overseas National Airways

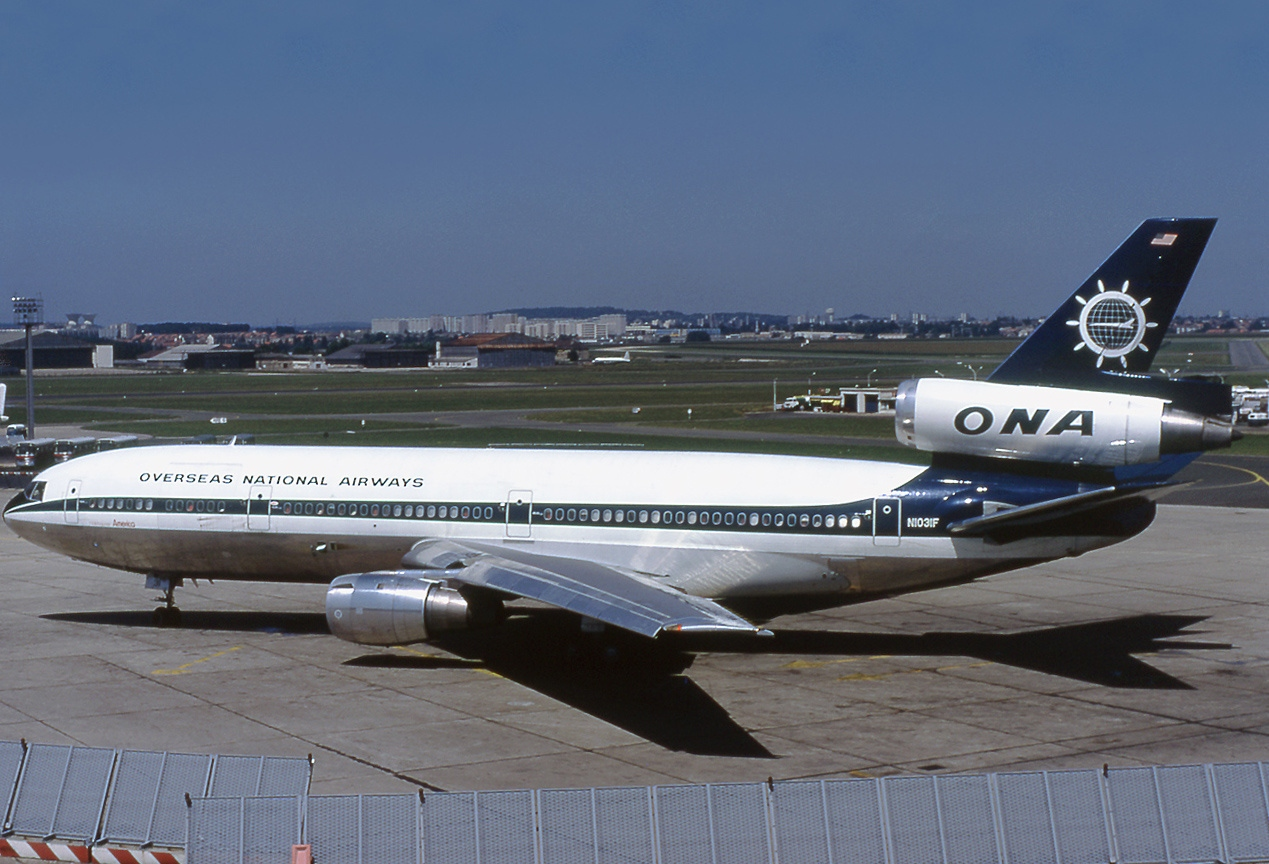
McDonnell Douglas DC-10-30CF

Overseas National Airways (ONA) est une compagnie américaine disparue de transport aérien à la demande.
Fondée en 1950 à New York, Overseas National Airways commence son exploitation avec 5 C-54D qui participent aux opérations de ravitaillement du contingent américain en Corée. En 1958, trois DC-6 viennent renforcer la flotte, puis en 1959 s'ajoutent 13 Douglas DC-7. Les DC-8 font leur apparition en 1966 et deux DC-10-30F entrent en service en 1973.
ONA cesse son exploitation en 1978.

## Flotte
- Douglas DC-4 : 2 C-54B et C-54D sont exploités jusqu'en 1958.
- Douglas DC-6 : 3 DC-6A sont utilisés de 1958 à 1961 et un DC-6B en 1961/62.
- Douglas DC-7 : 24 DC-7 mis en service à partir de 1959, les deux derniers étant retirés en 1967.
- Lockheed L-188 Electra : 12 appareils exploités entre 1968 et 1974.
- Douglas DC-9 : 5 DC-9-32F et 3 DC-9-33F exploitée entre 1967 et 1976.
- Douglas DC-8 : 31 exemplaires exploités de 1966 à 1977, dont 16 cargos convertibles.
- McDonnell Douglas DC-10 : 5 seulement des 6 DC-10-30F commandés sont livrés, les premiers étant mis en service en 1973. Trois seulement sont encore en service en 1978.